# Les Navigateurs
Les Navigateurs sont une organisation missionnaire chrétienne évangélique interconfessionnelle internationale, dont le siège est situé à Colorado Springs, Colorado, États-Unis. Son objectif principal est l'enseignement biblique et le partage de la foi chrétienne.

## Histoire
Les Navigateurs sont fondés en 1933 par Dawson Trotman.
En 1953, le château de Glen Eyrie à Colorado Springs devient le siège de l'organisation .
En 1994, les Navigateurs sont présents dans 90 pays.
En 2017, les Navigateurs seraient présents dans plus de 100 pays.
Le 1er janvier 2005, Michael W. Treneer succéda à Jerry White comme président des Navigateurs. White aura servi comme président pendant dix-huit ans.

## Programmes
Les Navigateurs travaillent en association avec les églises locales, les étudiants, le personnel militaire, le monde des affaires et le monde professionnel, en fournissant des ressources comme des livres d'études bibliques et du matériel d'aide à l'étude, des aides de mémorisation des Écritures et des ouvrages chrétiens ,. Ces ouvrages sont confectionnés par la maison d'édition Navpress.